# Notre-Dame de Montligeon

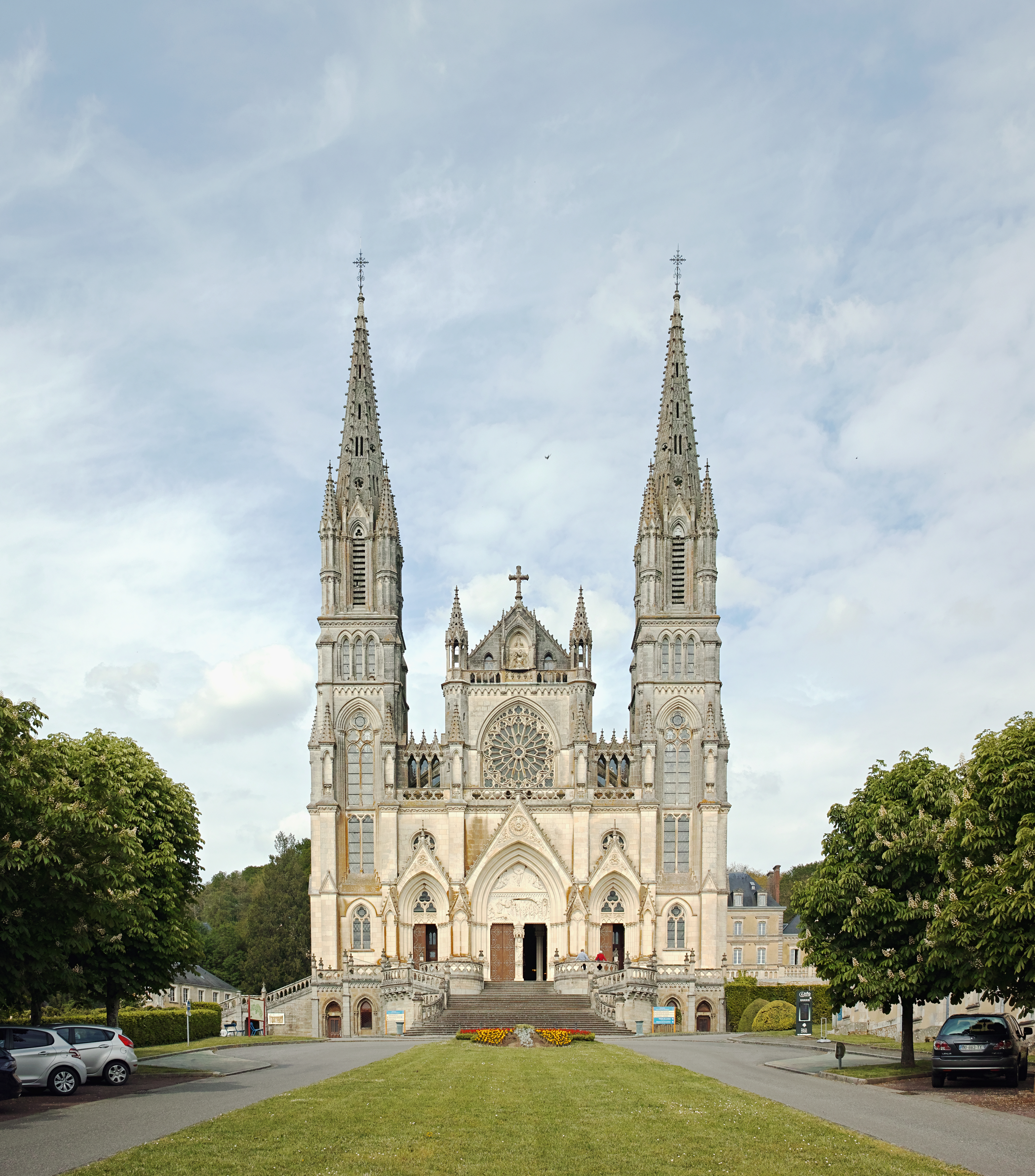
Basilika Notre-Dame de Montligeon

Die Basilika Notre-Dame de Montligeon ist eine römisch-katholische Kirche in La Chapelle-Montligeon im französischen Département Orne in der Normandie. Die Wallfahrtskirche des Bistums Sées ist Unserer Lieben Frau, der Befreierin der Seelen im Fegefeuer gewidmet. Die neugotische Liebfrauenkirche hat den Rang einer Basilica minor und ist als Monument historique denkmalgeschützt. Die Basilika wurde im Übergang zum 20. Jahrhundert errichtet und mit zahlreichen Kunstwerken (Glasfenster, Mosaike, Statuen) ausgestattet. Um die Basilika herum erstreckt sich eine große Wallfahrtsanlage, die auch weitere große Gebäude umfasst.

## Geschichte
Die Geschichte des Wallfahrtsortes und der Basilika Notre-Dame de Montligeon ist eng mit der Persönlichkeit und dem Wirken von Abbé Paul-Joseph Buguet (1843–1918) verbunden, ab 1878 bis zu seinem Tod in Rom Pfarrer in La Chapelle-Montligeon und 1884 Gründer des Œuvre Expiatoire pour la délivrance des âmes délaissées du Purgatoire (deutsch Sühnewerk für die Befreiung der Seelen im Fegefeuer). Er wurde in seiner Arbeit von Papst Leo XIII. ermutigt, von dem er dafür den Titel eines Apostolischen Protonotars erhielt.
Der eifrige Pfarrer begann, durch das umliegende Perche und später durch die Diözesen Frankreichs zu reisen, um sein Werk zu verbreiten und seine Gemeinde wirtschaftlich so zu fördern. Dieses gewann schnell an Ansehen. Bereits 1893 erhob Papst Leo XIII. sie zur Erzbruderschaft und 1895 verlieh er ihr den Titel Erzbruderschaft Prima Primaria, was sie zum Mutterwerk aller Vereinigungen machte, die sich den Seelen im Fegefeuer widmeten. Von 1895 bis 1899 baute Buguet sein Werk aus, das dank seiner zahlreichen Auslandsreisen internationales Ansehen erlangt. In Rom wird unter Kardinal Lucido Maria Parocchi ein Sekretariat eingerichtet. Das Amt für die Verstorbenen wird täglich in der Kirche Santa Maria in Montesanto an der Piazza del Popolo abgehalten.

## Errichtung der Basilika

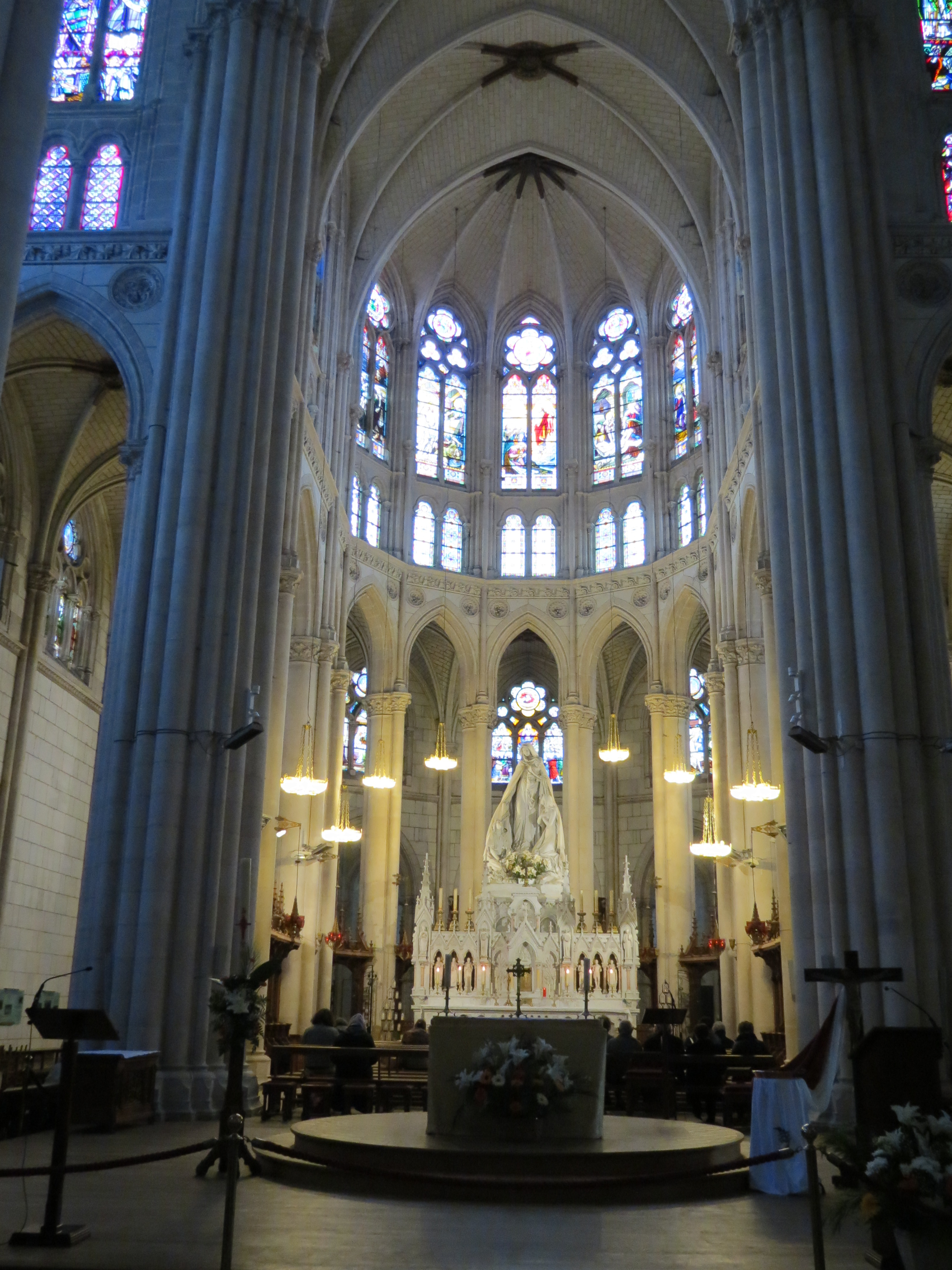
Innenraum

Als die kleine Pfarrkirche aus dem 16. Jahrhundert den Pilgerstrom nicht mehr fassen konnte, leitete Buguet im Jahr 1892 den Bau eines viel größeren Gebäudes in die Wege. Nachdem er die Zustimmung seines Bischofs erhalten hatte, machte er sich auf die Suche nach Geldmitteln, um die Bauarbeiten zu finanzieren.
Am 4. Juni 1896 legte der Bischof von Séez den Grundstein. Sie wurde 1894 bis 1911 von dem Architekten Maître Tessier errichtet. Am 1. Juni 1911 wurde die neue Kirche mit einer ersten Messe geehrt. Im Jahr 1913 wurde sie Sitz der Erzbruderschaft Prima-Primaria. Bei der Kirchweihe am 28. August 1928 wurde die Kirche unter den Schutz von Notre-Dame Libératrice gestellt. Am folgenden Tag verlieh Papst Pius XI. ihr den Titel Basilica minor. Am 28. Dezember 1978 wurde sie in die Liste der historischen Monumente aufgenommen. 2016 begann eine umfassende Instandsetzung mit einem Budget von 6 Millionen Euro.

## Architektur
Die Kirche ist das größte Bauwerk in der Region Le Perche und liegt auf einer Geländeerhebung über dem nahen Dorf. Die Basilika wird durch eine lange Doppelallee erschlossen. Eine Treppe führt durch drei Portale der 60 Meter hohen Doppelturmfassade in die neugotische Basilika. Ihr Grundriss eines lateinischen Kreuzes hat eine Länge von 74 Metern und eine Breite von 32 Metern. Das Mittelschiff mit sechs Jochen wird von Seitenschiffen mit Seitenkapellen flankiert. An ein vorspringendes Querschiff schließt der Chor, der von  einem Chorumgang und einem Kapellenkranz umgeben ist. Die Kreuzrippengewölbe werden von sechs Pfeilern und zwanzig imitierten Säulen getragen, nach Vorbildern aus dem 13. Jahrhundert. Die Schlusssteine des Gewölbes ragen 23 Meter in die Höhe.
Die Höhe des Kirchenschiffs umfasst die großen Arkaden, das Triforium mit Glasmalereien und die Obergadenfenster. Die Seitenschiffe haben Fenster über den Arkaden, die sie von den Seitenkapellen trennen, die ihrerseits mit Glasmalereien versehen sind. So besitzt die Basilika vier Ebenen mit Glasfenstern. Der Chor ist ebenso wie die Seitenwände der beiden Arme des Querschiffs mit Glasfenstern ausgestattet. Die Enden des Querschiffs weisen von unten nach oben jeweils ein Seitenportal auf, das von zwei Blendbögen und einem großen Glasdach flankiert wird, das aus einer breiten Rosette über zwei hohen Zwillingsfenstern besteht: Seine Höhe entspricht den Fenstern der Seitenschiffe, des Triforiums und den hohen Fenstern des Kirchenschiffs. Es wurden Materialien aus verschiedenen Teilen Frankreichs verwendet, Sandstein von der Loire, weißer Kalkstein aus der Charente und dem Poitou, Granit aus Alençon oder der Bretagne.

## Ausstattung

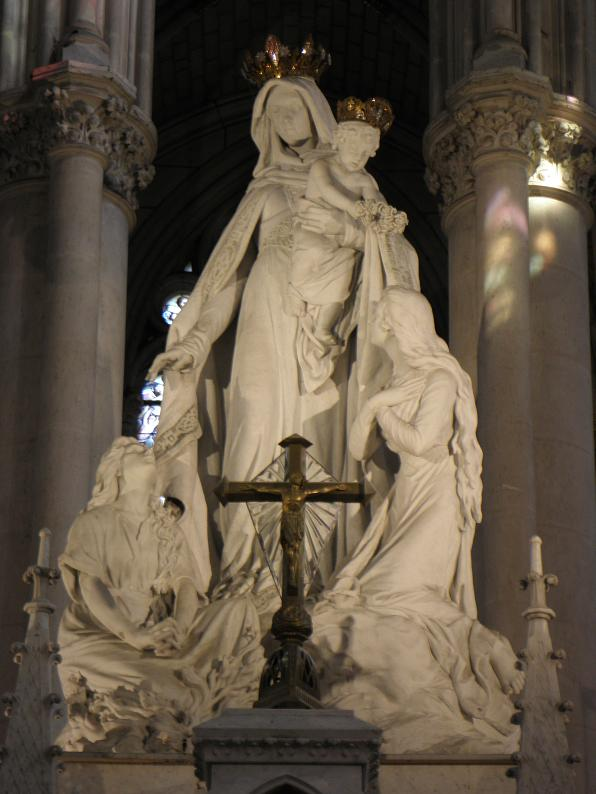
Die Statue Unserer Lieben Frau der Befreierin

Der aus weißem Carrara-Marmor geschnitzte Hauptaltar wurde erst Anfang 1919 aufgestellt. Er wurde in Cholet in den Werkstätten von Meister Biron gefertigt und ist mit vierzehn Heiligen- und Engelsstatuetten sowie Basreliefs geschmückt, die die Grablegung Christi und die Auferstehungsszenen aus dem Evangelium darstellen. Seit 1971 befindet sich ein neuer Altar an der Kreuzung der Querschiffe. Er ist ein Werk von Jean Hesse.
Die Statue Unserer Lieben Frau von Montligeon, die den Hauptaltar überragt, ist ein Werk des römischen Bildhauers Giulio Tadolini und wurde von Buguet bei ihm in Auftrag gegeben. Sie wurde 1919 aufgestellt, ist 3,7 Meter hoch und wiegt 13 Tonnen.
Die umfassende Gestaltung mit Buntglasfenstern wurde von 1917 bis 1971 erstellt. Ein Teil der Kirchenfenster und Mosaike wurde von Louis Barillet gestaltet; sie beschreiben die Apokalypse und das Jüngste Gericht sowie das Leben der Heiligen, Propheten und Apostel um das Thema der Eschatologie.
Die Orgel mit 15 Registern, die zwischenzeitlich im nördlichen Querschiff stand und heute wieder auf der Empore installiert ist, stammt aus dem Hause Gutschenritter. Das Gehäuse ist ein Werk von M. Rual, einem Kunsttischler und Bildhauer aus Rennes.
Das Geläut wurde von der Glockengießerei Cornille-Havard erstellt und umfasst sieben Glocken. Die Platzverhältnisse in den Türmen bedingen ein Maximalgewicht von 1,7 Tonnen.

## Rektoren des Sühnewerks von Montligeon
- 1884–1918 Paul Buguet
- 1918–1919 Alfred Roseau
- 1919–1956 Alfred Lemée
- 1956–1970 Pierre Lefèvre
- 1970–1999 André Lecoq
- 1999–2001 Gilbert Delange
- 2001–2010 Paul Préaux (* 1964)
- 2010–2011 Rémi Bazin
- 2011–2014 Jean-Marie Le Gall
- 2014–2018 Jacques Vautherin (* 1961)
- seit 2018 Paul Denizot (* 1977)